# 日本臓器製薬
日本臓器製薬株式会社（にほんぞうきせいやく、英: Nippon Zoki Pharmaceutical Co., Ltd.）は、大阪府大阪市中央区平野町に本社を置く日本の製薬会社である。

## 会社概要
関西を発祥とする製薬会社の一つ。過去には抗アレルギー系分野の医薬品を多く扱っていたが、近年では鎮痛剤領域を主なマーケットにしており、中でも整形外科、ペインクリニックなどで汎用される鎮痛薬ノイロトロピンは現在に至るまで同社を代表する薬品の一つとしてその名を知られている。
近年では一般用医薬品で貧血治療剤のマスチゲンシリーズ（マスチゲンS錠、マスチゲンS内服液など）をテレビでCM放映しており、さらには「アイストローチ」、「ドライノーズスプレー」など医薬部外品分野への市場参入している。以前は「セパクリン」という水虫薬の製造・販売も行っていた。
その他製薬会社としては珍しく、ごみ焼却プラントなどのエンジニアリング事業も行っている。かつてはオーストリアに本社を置くイムノ社が製造した血液製剤を輸入販売していたこともある。このため薬害エイズ事件訴訟では被告企業として訴えられた。

## 沿革
- 1939年10月 - 大阪市生野区に、株式会社大日本臓器研究所として創業設立。
- 1942年4月 - 本社及び工場を大阪市平野区に移転。
- 1954年12月 - 小西甚右衞門が相談役として経営に参画。
- 1960年8月 - 塩野義製薬との総代理店契約を解消し、製品の自主販売を開始。
- 1961年1月 - 社名を日本臓器製薬株式会社に改称する。
- 1964年5月 - 小西甚右衞門氏、社長に就任。
- 1965年5月 - スイス・ビオバザール社及びフランス・プロメディカ社と業務提携成立。
- 1983年6月 - 兵庫県加東郡社町（現・加東市）に生物活性科学研究所を竣工。
- 1983年11月 - 財団法人小西国際交流財団を外務大臣認可により設立。
- 1986年4月 - 兵庫県小野市に小野緑園工場竣工。
- 1993年11月 - 日中合弁企業・北京小西保健食品有限公司を設立。
- 1994年1月 - 北京事務所設立。
- 1994年9月 - 日中合弁企業・上海小西生物技術有限公司設立。
- 1996年11月 - 技術研究所竣工。
- 1999年5月 - 小西サウスカロライナ医科大学炎症研究所設立。
- 2002年1月 - 小西龍作が社長に就任。
- 2005年5月 - 上海小西生物技術有限公司　星火工場竣工。
- 2005年12月 - 小野緑園工場 2製造棟竣工。
- 2007年3月 - 平野工場閉鎖、製造拠点を小野緑園工場へ統合。
- 2007年11月 - 生物活性科学研究所　新研究棟竣工。
- 2008年4月 - 製剤研究所棟竣工。
- 2020年8月 - 本社を現在地の大阪市中央区平野町にあるオービック御堂筋ビルに移転。
- 2023年6月 - 小西崇文が社長に就任。
- 2024年4月 - コーポレートロゴを刷新[1]。

## 主な製品

### 一般用製品
- 貧血用薬
  - マスチゲン錠【第2類医薬品】 - 2016年4月発売。1963年から発売されていたロングセラーの貧血用薬「マスチゲン-S錠」を全面刷新した製品。錠剤を小型化し、服用回数を1日2回から1日1回に変更。これに伴って包装体系を14錠・30錠・60錠に整理し、メーカー希望小売価格を値下げ。併せて、「マスチゲン錠」をベースに配合量を減量した「8才～14才用」も設定された。
- ビタミンB2・B6主薬製剤
  - マスチゲンBBゼリー錠【第3類医薬品】 - 水アメやカンテンを原料としたゼリーからつくられたチュアブルタイプの錠剤（製造販売元：大木製薬）
- ドリンク剤（ビタミン含有保健薬）
  - マスチゲン-S内服液【第2類医薬品】（製造販売元：大同薬品工業）
  - マスチゲンローヤル【第3類医薬品】（製造販売元：大同薬品工業）
  - マスチゲンこども用G ぶどう味【第3類医薬品】 - ぶどう味の子ども用ミニドリンク剤。（製造販売元：滋賀県製薬）
- 解熱鎮痛薬
  - ラックル速溶錠(販売名:ラックル)【第2類医薬品】 - 速溶錠タイプ（アセトアミノフェン配合）。2013年1月に価格改定を行い、希望小売価格を値下げした。また、発売当初は東亜薬品に製造を委託していたが、2021年より自社製造となった。
  - ルナールi【指定第2類医薬品】 - 2017年9月発売。花型の錠剤タイプ（イブプロフェン・アセトアミノフェン配合）。
- 漢方製剤
  - 肩用ラックル顆粒(販売名:ラックル顆粒)【第2類医薬品】 - 2013年5月発売。独活葛根湯をスティック顆粒にしたもの。
  - 漢方ラックル顆粒【第2類医薬品】 - 牛車腎気丸エキスをスティック顆粒にしたもの。（製造販売元：新生薬品工業）
- 総合感冒薬
  - コフト顆粒【指定第2類医薬品】 - 2015年7月発売。スティック顆粒タイプ（葛根湯と総合かぜ薬の成分を同時配合）。2018年7月に用法・用量が改訂され、服用年齢が1歳以上から12歳以上に引き上げられた。（製造販売元：新生薬品工業）
- 鎮咳去痰薬
  - コフトせき止め【指定第2類医薬品】　- ミント味のドロップタイプ。（製造販売元：高市製薬）
- 生薬製剤
  - アガラン錠(販売名:アガラン)【第2類医薬品】 - 2015年6月発売。（製造販売元：大峰堂薬品工業）
- 口腔咽喉薬
  - アイストローチ【指定医薬部外品】 - トローチ剤（一般的なトローチ剤とは異なり、小粒のドロップに近い剤型である）。フレーバーははちみつ味（アイストローチT）、りんご味（アイストローチA）、ブルーハワイ味（アイストローチH）、オレンジ味（アイストローチO）、レモン味（アイストローチL）の5種類。2021年にりんご味・オレンジ味・レモン味にアルミパウチタイプの8粒が追加発売された。（製造販売元：高市製薬）
- 鼻腔洗浄スプレー
  - ドライノーズスプレー【一般医療機器】（製造販売元：明星産商）
- スキンケア
  - 日本臓器製薬手荒れ防止ゆずローション

#### 販売店限定品
- マスチゲンゴールドS【第3類医薬品】（ビタミン含有保健薬、製造販売元：大同薬品工業）※北海道厚生農業協同組合連合会限定販売

#### 販売終了品
- マスチゲン-S錠【第2類医薬品】 - 2016年4月に「マスチゲンS錠」へ継承。
- マスチゲンこども用A りんご味【第3類医薬品】
- マスチゲンこども用D ソーダ味【第3類医薬品】 - 2010年2月販売終了
- マスチゲンAドリンク ピーチ味【第2類医薬品】（製造販売元：大同薬品工業）
- マスチゲンGドリンク ぶどう味【第2類医薬品】（製造販売元：大同薬品工業）
- コフトこども用せき止めゼリー - 2009年10月製造終了
- コフトこども用総合感冒ゼリー - 2009年10月製造終了
- コフトせき止め透明液 - 2009年10月製造終了
- ナチュア胃腸薬A - 2011年5月販売終了
- ナチュア胃腸薬 - 2011年5月販売終了
- ルナール【指定第2類医薬品】 - 2013年4月販売終了。2017年9月に後継製品となる「ルナールi」が発売された（製造販売元：中央薬品）
- アイストローチ グレープフルーツ味
- アイストローチ ルビーメロン味
- アイストローチ 青ゆず味

### 医療用医薬品
- ノイロトロピン：ワクシニアウイルス接種家兎炎症皮膚抽出液 - 下行性疼痛抑制系賦活型疼痛治療剤
- ビーマス：カサンスラロール・ジオクチルソジウムスルホサクシネート - 便軟化・腸運動促進緩下剤
- ヒスタグロビン：ヒスタミン加人免疫グロブリン - 好酸球浸潤抑制/アレルギー疾患治療剤（製造販売元：KMバイオロジクス）
- フロラーズ：フルチカゾン - アレルギー性鼻炎・血管運動性鼻炎治療剤
- へパアクト：イソロイシン・ロイシン・バリン - 分岐鎖アミノ酸製剤（製造販売元：東亜薬品）

他にジェネリック医薬品の製造販売も行う

## テレビCM
- 地元局の関西テレビを中心にスポットCMを放送。
- アイストローチのCMにはタレントの藤本ゆき（ノイエ所属）、ドライノーズスプレーのCMには相沢直美が出演している。
- 2010年代からは関西以外でもCMを流すようになり、ラックル顆粒・ラックル速溶錠、コフト顆粒のCMなどにオーストラリア出身のモデル・俳優であるウォルター・アントニーを起用している[2]。

## 提供番組・協賛イベント
現在放送中のテレビ番組では、『VS魂』は、（2021年1月〜2021年12月までとなった。一方、『土曜プレミアム』は、（2012年10月〜2023年10月まで終了となった。その一方で、地元局の朝日放送が主催する『丹波篠山ABCマラソン大会』や、『日本臓器製薬レディース ABC杯』（日本女子プロゴルフ協会主催のステップ・アップ・ツアー）に協賛している。余談だが、小西千寿取締役は『丹波篠山ABCマラソン大会』や『丹波篠山ABCマラソン大会』に協賛していた朝日放送の元社員。
フジテレビ制作の番組では、過去に『クイズ!ヘキサゴンII』、『おじゃマップ』のスポンサーになった。また、「日本臓器」という名義でスポンサーに付いていた『小川宏ショー』の初期（1960年代後半）には、アシスタントの露木茂（出演時点では同局のアナウンサー）による生CMを放送。関西テレビでも、月曜21時台のミニ番組『美WALK〜デュークからの贈り物〜』（〜2008年3月）→『美向上計画〜鈴木凛子21歳〜』のスポンサーになっていた。現在2021年10月から『ネプリーグ』のスポンサーになった。
ニッポン放送では、当社の一社提供によるラジオ番組として、1955年から1960年まで『ものまねのど自慢』を放送。オープニングでは、司会の柳家金語楼が、CMソングを兼ねたテーマソングを歌っていた。